# Димитрій (Устимович)
Єпи́скоп Дими́трій (в миру Дани́ло Усти́мович Устимо́вич; *1745, Київ — †26 травня 1805, Смоленськ) — український релігійний та освітній діяч, єпископ Полтавський і Бориспільський, Смоленський і Брянський, перший вікарій Київської митрополії. Префект Києво-Могилянської академії.

## Біографія
Народився 1745 року в сім'ї київського міщанина Устима Лонгинова.
Майже все життя його було пов'язане з Києво-Могилянською академією, в якій він навчався (1762—1774) й викладав. Після закінчення класу богослов'я (1774) отримав атестат і його рекомендували вчителем вищого класу граматики.
З 1775 року послідовно викладав грецьку мову, піїтику, риторику, філософію. 1785 році його обрано префектом.
У квітні 1778 році прийняв чернечий постриг у Київському Братському монастирі. 1785 році висвячений в ігумени Золотоніського Красногірського монастиря, але залишався викладачем богослов'я Києво-Могилянської академії.
1791 року направлено архімандритом Переяславського Вознесенського монастиря. 14 серпня 1793 року хіротонізовано на єпископа Полтавського і Бориспільського та вікарія Київської митрополії.
1 травня 1795 примусово емігрував на Московщину, де призначено Смоленським єпископом, де він і провів останні роки свого життя.
Заповів Києво-Могилянській академії всю свою бібліотеку.
Похований у Смоленському Успенському соборі.